# Puconci
Puconci este o localitate din comuna Puconci, Slovenia, cu o populație de 650 de locuitori.